# Chérêt
Chérêt é uma comuna francesa na região administrativa de Altos da França, no departamento de Aisne. Estende-se por uma área de 3,71 km². Em 2010 a comuna tinha 143 habitantes (densidade: 38,5 hab./km²).